# Nordiska rådets litteraturpris
Nordiska rådets litteraturpris ges för ett skönlitterärt verk som skrivits på ett av de nordiska ländernas språk. Verket kan vara en roman, ett drama, en dikt-, en novell- eller essäsamling eller annat verk. Verket ska uppfylla höga litterära och konstnärliga krav. Priset inrättades 1962 och utdelas årligen av Nordiska rådet och är på 350 000 danska kronor.
Från och med 2013 finns också det separata Nordiska rådets pris för barn- och ungdomslitteratur.

## Pristagare

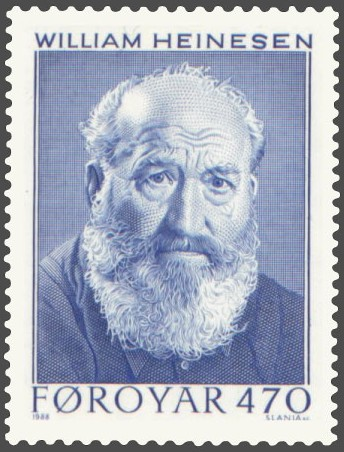
William Heinesen, 1965

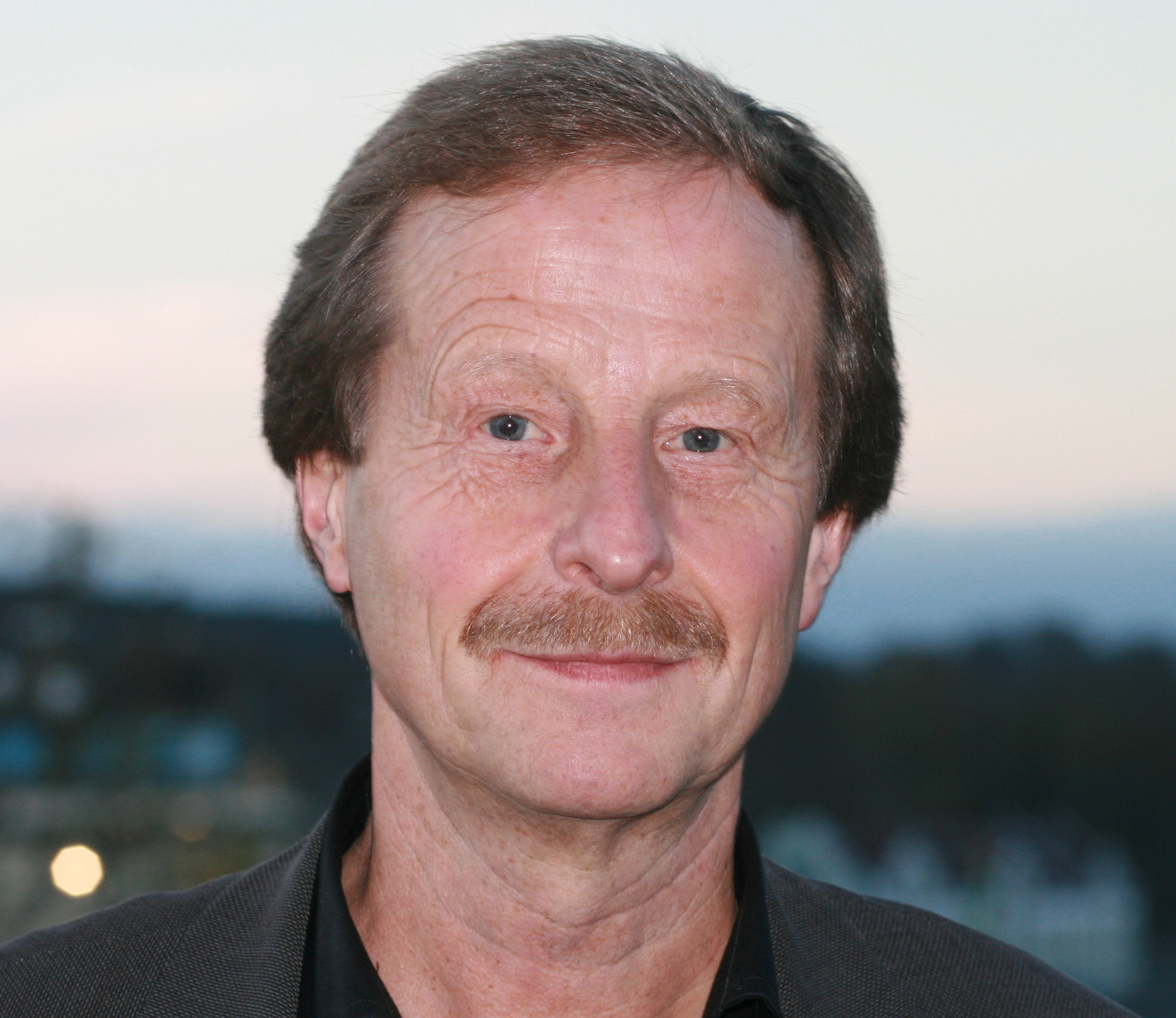
Kjartan Fløgstad, 1978

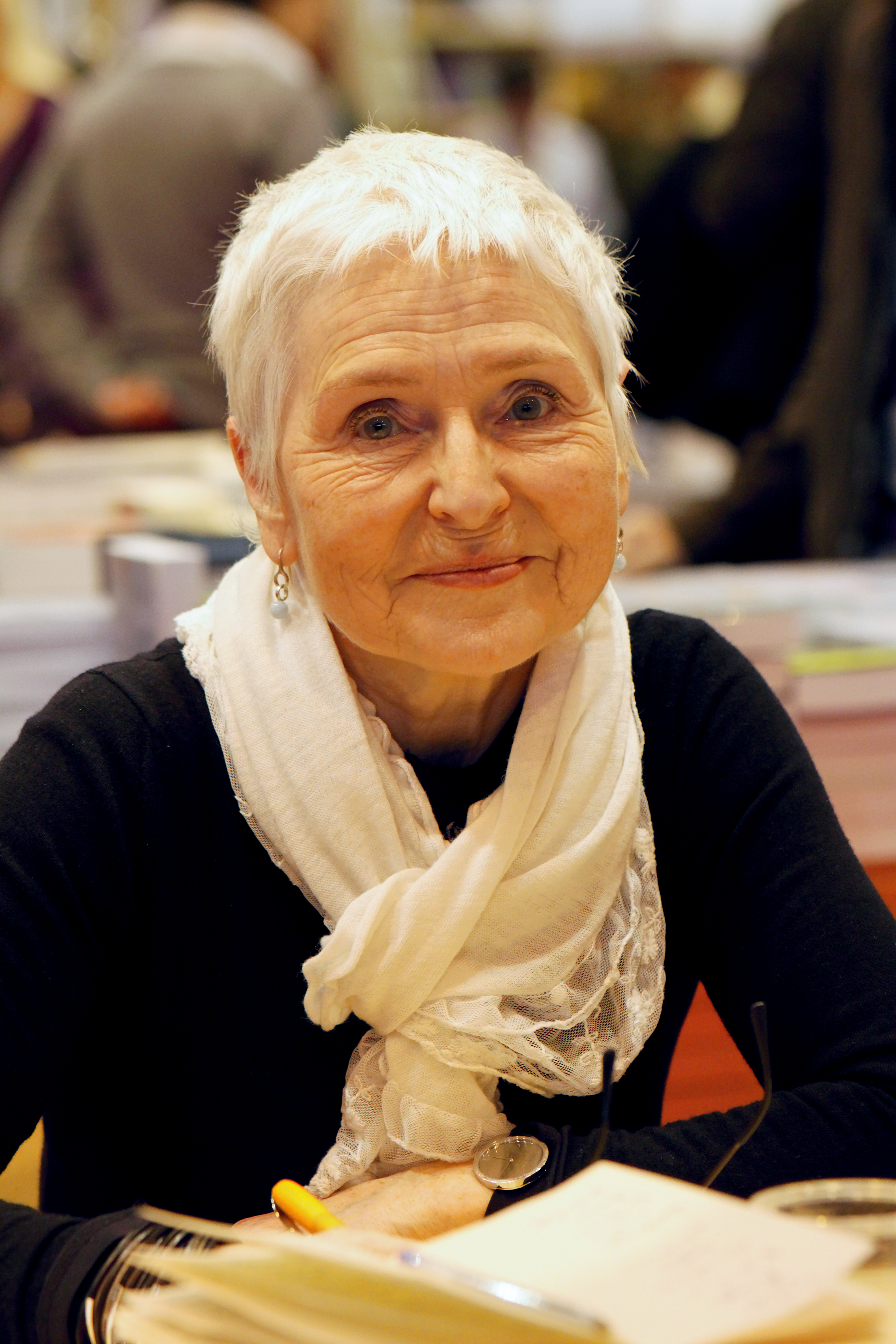
Herbjørg Wassmo, 1987

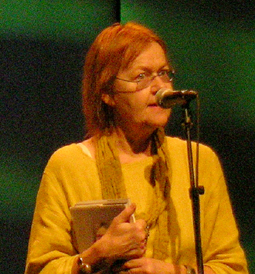
Tua Forsström, 1998

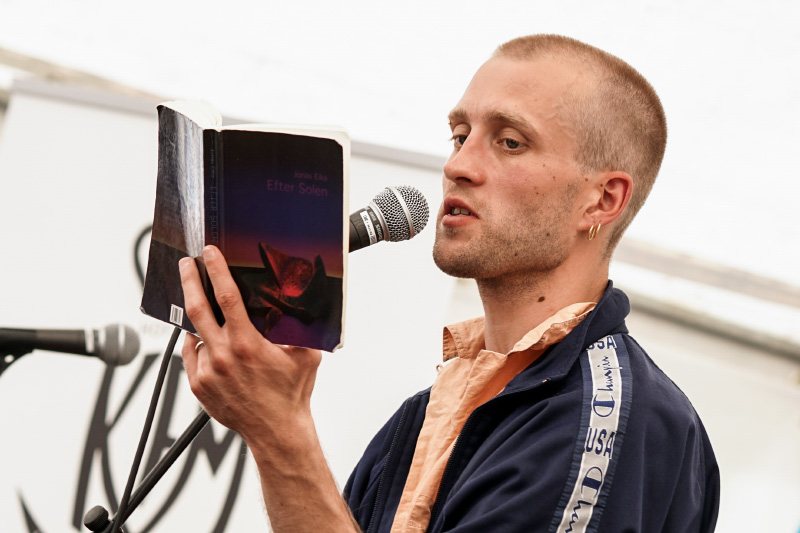
Jonas Eika, 2019

## Pristagare[2]
| År   | Författare               | Svensk titel                                      | Ursprungstitel                                    | Typ           | Land     | Originalspråk |
| ---- | ------------------------ | ------------------------------------------------- | ------------------------------------------------- | ------------- | -------- | ------------- |
| 1962 | Eyvind Johnson           | Hans nådes tid                                    | Hans nådes tid                                    | Roman         | Sverige  | Svenska       |
| 1963 | Väinö Linna              | Söner av ett folk                                 | Täällä Pohjantähden alla 3                        | Roman         | Finland  | Finska        |
| 1964 | Tarjei Vesaas            | Isslottet                                         | Is-slottet                                        | Roman         | Norge    | Nynorska      |
| 1965 | Olof Lagercrantz         | Från helvetet till paradiset                      | Från helvetet till paradiset                      | Fackbok       | Sverige  | Svenska       |
| 1965 | William Heinesen         | Det goda hoppet                                   | Det gode Håb                                      | Roman         | Färöarna | Danska        |
| 1966 | Gunnar Ekelöf            | Dīwān över Fursten av Emgión                      | Dīwān över Fursten av Emgión                      | Dikter        | Sverige  | Svenska       |
| 1967 | Johan Borgen             | Nye noveller                                      | Nye noveller                                      | Noveller      | Norge    | Bokmål        |
| 1968 | Per Olof Sundman         | Ingenjör Andrées luftfärd                         | Ingenjör Andrées luftfärd                         | Roman         | Sverige  | Svenska       |
| 1969 | Per Olov Enquist         | Legionärerna                                      | Legionärerna                                      | Roman         | Sverige  | Svenska       |
| 1970 | Klaus Rifbjerg           | Anna (jag) Anna                                   | Anna, jeg, Anna                                   | Roman         | Danmark  | Danska        |
| 1971 | Thorkild Hansen          | Slavarnas kust, Slavernes skibe och Slavernes øer | Slavernes kyst, Slavernes skibe och Slavernes øer | Roman         | Danmark  | Danska        |
| 1972 | Karl Vennberg            | Sju ord på tunnelbanan                            | Sju ord på tunnelbanan                            | Dikter        | Sverige  | Svenska       |
| 1973 | Veijo Meri               | Sergeantens pojke                                 | Kersantin poika                                   | Roman         | Finland  | Finska        |
| 1974 | Villy Sørensen           | Uden mål - og med                                 | Uden mål - og med                                 | Essäer        | Danmark  | Danska        |
| 1975 | Hannu Salama             | Kommer upp i tö                                   | Siinä näkijä missä tekijä                         | Roman         | Finland  | Finska        |
| 1976 | Ólafur Jóhann Sigurðsson | Du minns en brunn                                 | Að laufferjum och Að brunnum                      | Dikter        | Island   | Isländska     |
| 1977 | Bo Carpelan              | I de mörka rummen, i de ljusa                     | I de mörka rummen, i de ljusa                     | Dikter        | Finland  | Svenska       |
| 1978 | Kjartan Fløgstad         | Dalen Portland                                    | Dalen Portland                                    | Roman         | Norge    | Nynorska      |
| 1979 | Ivar Lo-Johansson        | Pubertet                                          | Pubertet                                          | Memoar        | Sverige  | Svenska       |
| 1980 | Sara Lidman              | Vredens barn                                      | Vredens barn                                      | Roman         | Sverige  | Svenska       |
| 1981 | Snorri Hjartarson        | Höstmörkret över mig                              | Hauströkkrið yfir mér                             | Dikter        | Island   | Isländska     |
| 1982 | Sven Delblanc            | Samuels bok                                       | Samuels bok                                       | Roman         | Sverige  | Svenska       |
| 1983 | Peter Seeberg            | Om fjorton dagar                                  | Om fjorten dage                                   | Noveller      | Danmark  | Danska        |
| 1984 | Göran Tunström           | Juloratoriet                                      | Juloratoriet                                      | Roman         | Sverige  | Svenska       |
| 1985 | Antti Tuuri              | En dag i Österbotten                              | Pohjanmaa                                         | Roman         | Finland  | Finska        |
| 1986 | Rói Patursson            | Som                                               | Likasum                                           | Dikter        | Färöarna | Färöiska      |
| 1987 | Herbjørg Wassmo          | Hudlös himmel                                     | Hudløs himmel                                     | Roman         | Norge    | Bokmål        |
| 1988 | Thor Vilhjálmsson        | Gråmossan glöder                                  | Grámosinn glóir                                   | Roman         | Island   | Isländska     |
| 1989 | Dag Solstad              | Roman 1987                                        | Roman 1987                                        | Roman         | Norge    | Bokmål        |
| 1990 | Tomas Tranströmer        | För levande och döda                              | För levande och döda                              | Dikter        | Sverige  | Svenska       |
| 1991 | Nils-Aslak Valkeapää     | Solen, min far                                    | Beaivi, áhčážan                                   | Dikter        | Sápmi    | Nordsamiska   |
| 1992 | Fríða Á. Sigurðardóttir  | Medan natten lider                                | Meðan nóttin liður                                | Roman         | Island   | Isländska     |
| 1993 | Peer Hultberg            | Staden och världen                                | Byen og verden                                    | Roman         | Danmark  | Danska        |
| 1994 | Kerstin Ekman            | Händelser vid vatten                              | Händelser vid vatten                              | Roman         | Sverige  | Svenska       |
| 1995 | Einar Már Guðmundsson    | Universums änglar                                 | Englar alheimsins                                 | Roman         | Island   | Isländska     |
| 1996 | Øystein Lønn             | Hva skal vi gjøre i dag og andre noveller         | Hva skal vi gjøre i dag og andre noveller         | Noveller      | Norge    | Bokmål        |
| 1997 | Dorrit Willumsen         | Bang                                              | Bang                                              | Roman         | Danmark  | Danska        |
| 1998 | Tua Forsström            | Efter att ha tillbringat en natt bland hästar     | Efter att ha tillbringat en natt bland hästar     | Dikter        | Finland  | Svenska       |
| 1999 | Pia Tafdrup              | Drottningporten                                   | Dronningeporten                                   | Dikter        | Danmark  | Danska        |
| 2000 | Henrik Nordbrandt        | Drömbroar                                         | Drømmebroer                                       | Dikter        | Danmark  | Danska        |
| 2001 | Jan Kjærstad             | Upptäckaren                                       | Oppdageren                                        | Roman         | Norge    | Bokmål        |
| 2002 | Lars Saabye Christensen  | Halvbrodern                                       | Halvbroren                                        | Roman         | Norge    | Bokmål        |
| 2003 | Eva Ström                | Revbensstäderna                                   | Revbensstäderna                                   | Dikter        | Sverige  | Svenska       |
| 2004 | Kari Hotakainen          | Löpgravsvägen                                     | Juoksuhaudantie                                   | Roman         | Finland  | Finska        |
| 2005 | Sjón                     | Skugga-Baldur                                     | Skugga-Baldur                                     | Roman         | Island   | Isländska     |
| 2006 | Göran Sonnevi            | Oceanen                                           | Oceanen                                           | Dikter        | Sverige  | Svenska       |
| 2007 | Sara Stridsberg          | Drömfakulteten                                    | Drömfakulteten                                    | Roman         | Sverige  | Svenska       |
| 2008 | Naja Marie Aidt          | Babian                                            | Bavian                                            | Noveller      | Danmark  | Danska        |
| 2009 | Per Petterson            | Jag förbannar tidens flod                         | Jeg forbanner tidens elv                          | Roman         | Norge    | Bokmål        |
| 2010 | Sofi Oksanen             | Utrensning                                        | Puhdistus                                         | Roman         | Finland  | Finska        |
| 2011 | Gyrðir Elíasson          | Bland träden                                      | Milli trjánna                                     | Noveller      | Island   | Isländska     |
| 2012 | Merethe Lindstrøm        | Dagar i tystnadens historia                       | Dager i stillhetens historie                      | Roman         | Norge    | Bokmål        |
| 2013 | Kim Leine                | Profeterna vid Evighetsfjorden                    | Profeterne i Evighedsfjorden                      | Roman         | Danmark  | Danska        |
| 2014 | Kjell Westö              | Hägring 38                                        | Hägring 38                                        | Roman         | Finland  | Svenska       |
| 2015 | Jon Fosse                | Trilogin (Sömnlösa, Olavs drömmar och Kvällning)  | Trilogien: Andvake. Olavs draumar. Kveldsvævd     | Roman         | Norge    | Norska        |
| 2016 | Katarina Frostenson      | Sånger och formler                                | Sånger och formler                                | Dikter        | Sverige  | Svenska       |
| 2017 | Kirsten Thorup           |                                                   | Erindring om kærligheden                          | Roman         | Danmark  | Danska        |
| 2018 | Auður Ava Ólafsdóttir    | Ärr                                               | Ör                                                | Roman         | Island   | Isländska     |
| 2019 | Jonas Eika               | Efter solen                                       | Efter solen                                       | Novellsamling | Danmark  | Danska        |
| 2020 | Monika Fagerholm         | Vem dödade bambi?                                 | Vem dödade bambi?                                 | Roman         | Finland  | Svenska       |
| 2021 | Niviaq Korneliussen      | Blomsterdalen                                     | Naasuliardarpi                                    | Roman         | Grönland | Grönländska   |
| 2022 | Solvej Balle             | Om uträkning av omfång I, II och III              | Om udregning af rumfang I, II och III             | Roman         | Danmark  | Danska        |
| 2023 | Joanna Rubin Dranger     | Ihågkom oss till liv                              | Ihågkom oss till liv                              | Grafisk roman | Sverige  | Svenska       |
| 2024 | Niels Fredrik Dahl       | Fars rygg                                         | Fars rygg                                         | Roman         | Norge    | Norska        |